# Defensoría de los Habitantes de la República de Costa Rica
La Defensoría de los Habitantes de la República de Costa Rica (DHR) es el órgano contralor, adscrito a la Asamblea Legislativa, encargado de proteger los derechos y los intereses de los costarricenses. Le corresponde velar porque el funcionamiento del sector público se ajuste a la moral, la justicia, la Constitución Política, las leyes, los convenios, los tratados, los pactos suscritos por el Gobierno y los principios generales del Derecho. Además, debe promocionar y divulgar los derechos de los habitantes.
Desempeña sus actividades con independencia funcional, administrativa y de criterio. La Asamblea Legislativa evaluará, anualmente, el funcionamiento de la Institución mediante el informe que se conocerá y discutirá por parte de los Diputados. Es el equivalente al Defensor del Pueblo en otros países.

## Historia
En un inicio, la defensa de los derechos humanos, en Costa Rica, estuvo bajo la responsabilidad de la Procuraduría de los Derechos Humanos, creada como órgano de la Procuraduría General de la República en septiembre de 1982.
Posteriormente, se crearon los cargos de Defensor de Derechos Humanos para el Sistema Penitenciario, Defensor de los Usuarios del Registro Nacional y el Defensor de los Derechos de los Refugiados. Este último órgano fue suprimido tiempo después. Más adelante, con la aprobación de la Ley de Promoción de la Igualdad Social de la Mujer (Ley n.° 7124), se crea lo que se denomina la Defensoría General de los Derechos Humanos.
Esta Defensoría se creó como un órgano adscrito al Ministerio de Justicia y tuvo como función la protección de los derechos humanos, por lo que se dividió en seis órganos específicos: Defensoría General, Defensoría de la Mujer, Defensoría de la Infancia, Defensoría del Consumidor, Defensoría de los Internos del Sistema Penitenciario y Defensoría del Usuario del Registro Nacional.
Posteriormente, se presenta el proyecto de Ley del Defensor de los Habitantes de la República, que fue presentado a la Asamblea Legislativa de Costa Rica el 7 de noviembre de 1985. La redacción del proyecto se basó en la Ley del Defensor del Pueblo Español del 6 de abril de 1981.
En el mes de noviembre de 1992, se aprueba la Ley n.° 7319 del Defensor de los Habitantes de la República y se publica en la Gaceta n.° 287 del 10 de diciembre de 1992, con vigencia a partir del 10 de marzo de 1993. Poco tiempo después se reforma mediante la Ley n.° 7423 del 18 de julio de 1994, para sustituir la palabra "Defensor" por "Defensoría", tanto en el título como en algunos de los artículos.

## Funciones
De conformidad con su ley creadora, le corresponde a la Defensoría de los Habitantes de la República de Costa Rica lo siguiente:
1. Iniciar, de oficio o a petición de parte, cualquier investigación que conduzca al esclarecimiento de las actuaciones materiales, de los actos u omisiones de la actividad administrativa del sector público.
2. No puede intervenir respecto de las resoluciones del Tribunal Supremo de Elecciones en materia electoral.
3. Inspeccionar las oficinas públicas, sin previo aviso y requerir de ellas toda la documentación y la información necesarias para el cumplimiento de sus funciones; las cuales les serán suministradas sin costo alguno.
4. Por iniciativa propia o a solicitud del interesado, podrá interponer cualquier tipo de acciones jurisdiccionales o administrativas previstas en el ordenamiento jurídico.

El ámbito de acción de la Defensoría es el sector público. La institución carece de competencia para intervenir en asuntos entre sujetos privados; en principio, tampoco puede actuar en casos que tengan más de un año de haber ocurrido; no obstante, la ley da un margen de discrecional para atender asuntos fuera de ese plazo.
Cuando el Defensor de los Habitantes de la República llegue a tener conocimiento de la ilegalidad o arbitrariedad de una actuación material, acto u omisión, o de la existencia de amenazas, perturbaciones o restricciones a los derechos e intereses de los habitantes, deberá formular el órgano respectivo, en forma pública o privada, advertencia, recomendaciones o recordatorios de sus deberes legales y sugerencias para la rectificación correspondiente o la adopción de nuevas medidas.
Si como consecuencia de sus investigaciones llegase al convencimiento de que el cumplimiento de una norma, o la ausencia de regulaciones, puede provocar situaciones injustas o perjudiciales para los habitantes, podrá sugerir el órgano legislativo o al órgano competente la modificación de la misma, o bien, la adopción de las que corresponda.
El Defensor de los Habitantes de la República podrá emitir censura pública por actos o compromisos lesivos a los derechos e intereses de los habitantes. En todos los casos, el órgano o funcionario estará obligado a responder por escrito en el término de quince días hábiles.

## Estructura
En su estructura interna, la Defensoría de los Habitantes está organizada en diferentes direcciones que le facilitan cumplir con sus objetivos:
1. Dirección de Admisibilidad y Atención Inmediata
2. Dirección de Oficinas Regionales
3. Dirección de Divulgación y Promoción de Derechos
4. Dirección de la Mujer
5. Dirección de Protección Especial
6. Dirección de Calidad de Vida
7. Dirección de Control de Gestión Administrativa
8. Dirección de Asuntos Económicos
9. Dirección de Niñez y Adolescencia
10. Dirección de Asuntos Laborales
11. Dirección de Asuntos Jurídicos
12. Dirección de Planificación Institucional
13. Contraloría de Servicios
14. Dirección Administrativa

## Titulares
La Defensoría de los Habitantes es presidida por un Defensor de los Habitantes. El cargo es por un período de cuatro años, nombrado mediante mayoría absoluta de los Diputados presentes y puede ser reelegido únicamente por un nuevo período. Aunque varios han postulado su nombre de nuevo, solo ha sido reelecta la Defensora Ofelia Taitelbaum, aunque esta renunció poco después de reasumir el cargo por motivos judiciales. El nuevo nombramiento debe hacerse dentro del mes anterior al vencimiento del período o a partir de la vacante del cargo, pero esto no se ha cumplido en varias ocasiones.
Podrá ser nombrado Defensor de los Habitantes de la República, cualquier costarricense que se encuentre en el ejercicio de sus derechos civiles y políticos; que sea mayor de treinta años, con solvencia moral y profesional de prestigio reconocidos. La Asamblea Legislativa designará una Comisión Especial, que analizará los atestados de las personas que opten por el puesto.
La Asamblea Legislativa también nombra al Defensor Adjunto, de una lista de tres candidatos propuestos por el Defensor de los Habitantes,a más tardar un mes después del nombramiento de éste. El Defensor Adjunto debe reunir los mismos requisitos exigidos para el titular.

### Defensores de los Habitantes
| - Rodrigo Carazo Zeledón (1993-1997) - Sandra Piszk Feinzilber (1997-2001) - José Manuel Echandi Meza (2001-2005) - Lisbeth Quesada Tristán (2005-2009) | - Ofelia Taitelbaum Yoselewich (2009-2014) - Montserrat Solano Carboni (2014-2018) - Catalina Crespo Sancho (2018-2022) - Angie Cruickshank Lambert (2023-) |

### Defensores Adjuntos de los Habitantes
| - Joyce Zürcher Blen (1997) - Rolando Vega Robert (1997-1999) - Max Esquivel Faerron (2001-2005) - Daniel Soley Gutiérrez (2005-2009) | - Luis Gerardo Fallas Acosta (2014-2015) - Juan Manuel Cordero González (2015-2019) - Tatiana Mora Rodriguez (2020-) |